# Барбара (фільм, 2012)
«Барбара» (нім. Barbara) — німецький фільм-драма 2012 року режисера Крістіана Петцольда. Фільм брав участь в основному конкурсі 62-го Берлінського кінофестивалю, де Петцольд отримав Срібного ведмідя за найкращу режисуру. У головній ролі знялася німецька актриса Ніна Госс.

## Опис
Красива дівчина з НДР подала заяву на виїзд з країни і за це заслана в провінцію. У вільному світі її чекає коханий, який вже розробив для неї план втечі на човні через Балтійське море. А поки Барбара живе під наглядом спецслужб і працює в лікарні у відділі педіатричної хірургії, де разом зі своїм колегою Андре намагається допомогти юній біженці з трудової колонії — ярої супротивниці режиму.

## Нагороди
- 2012 Нагорода Берлінського міжнародного кінофестивалю:
  - Приз «Срібний ведмідь» за найкращу режисуру — Крістіан Петцольд
  - Приз газети «Ранкова пошта Берліна»[de]  — Крістіан Петцольд
- 2012 Нагорода Німецька кінопремія (Deutscher Filmpreis): (German Film Awards)
  - Срібна кінопремія — Виробництво: Флоріан Кернер фон Густорф[de] і Майкл Г. Вебер[en], режисер: Крістіан Петцольд
- 2012 Премія Національної ради кінокритиків США:
  - найкращі п’ять іноземних фільмів[en] # 1 — Крістіан Петцольд
- 2012 Премія німецьких кінокритиків[de] (Німеччина):
  - найкращий фільм (Bester Spielfilm) — Крістіан Петцольд
  - найкращий монтаж (Bester Schnitt) — Беттіна Бьоля[de]
- 2012 Міжнародному кінофестивалі на Капрі[en]:
  - Європейська акторська премія «Капрі» — Ніна Госс